# 尼古拉斯·湯姆林森
尼古拉斯·拉爾夫·湯姆林森（Nicholas Ralph Tomlinson，1803年—1842年）是一名英國陸軍步兵軍官，在第一次英中戰爭（第一次鴉片戰爭）期間指揮英國女王陛下第18（皇家愛爾蘭）步兵團。他是海軍中將尼古拉斯·湯姆林森和他的妻子伊麗莎白的第二個兒子，住在埃塞克斯郡。
尼古拉斯·拉爾夫·湯姆林森的軍事生涯在哈特的軍事目錄和其他軍事公報中記錄如下：
- 1821年3月22日被任命為第18步兵團少尉
- 晉升為中尉 - 1825年7月21日[4]
- 晉升為上尉 - 1833年2月8日[5]
- 晉升為少校 - 1840年3月13日[6]
- 晉升為中校 - 1841年11月23日。[7]

尼古拉斯•湯姆林森 (Nicholas Tomlinson) 與他的團一起，作為郭富中將部隊的一部分，前往鎮壓抵抗東印度公司進入中國沿海貿易的清軍。清軍人數眾多，但裝備往往很差。
他在以下交戰中表現出色：
- 1840年7月-第一次定海之戰
- 1841年5月-第二次廣州之戰
- 1841年8月-廈門戰役
- 1841年10月-第二次定海之戰
- 1842年3月- 浙東之戰
- 1842年3月-慈溪之戰(第一次中英戰爭)。

1842年5月2日，湯姆林森中校率領他的團在乍浦之战中陣亡，這場戰役是針對由八旗兵嚴密防守的天尊廟（英國人稱之為“中華廟宇”）的襲擊。休·高夫爵士熱情洋溢地描述了尼古拉斯·湯姆林森的勇敢以及他被海葬的情況。都柏林聖派翠克大教堂為他和他的團中其他人的死亡設立了紀念碑。第18步兵團的指揮官、一名中士和三名士兵陣亡；另外還有兩名軍官、一名中士、一名鼓手和27名士兵受傷——第18團是當天在乍浦作戰的所有團中傷亡人數最多的。